# Aergia
Aergia (řecky: Ἀεργία) je v řecké mytologii bohyně lenosti a lhostejnosti. Dcera boha Aithéra a Gaia. Stráží v podsvětí dvůr boha Hypna. Římským ekvivalentem je bohyně Socordia či Ignavia.